# Коффівілл (Алабама)
Коффівілл (англ. Coffeeville) — місто (англ. town) в США, в окрузі Кларк штату Алабама. Населення — 263 особи (2020).

## Географія
Коффівілл розташований за координатами 31°46′0″ пн. ш. 88°5′10″ зх. д. / 31.76667° пн. ш. 88.08611° зх. д. (31.766564, -88.086049). За даними Бюро перепису населення США в 2010 році місто мало площу 11,71 км², уся площа — суходіл.

## Демографія
Згідно з переписом 2010 року, у місті мешкали 352 особи в 163 домогосподарствах у складі 95 родин. Густота населення становила 30 осіб/км². Було 233 помешкання (20/км²).
Расовий склад населення:
| - 51,4 % — білих - 46,0 % — чорних або афроамериканців |

До двох чи більше рас належало 2,6 %. Частка іспаномовних становила 0,6 % від усіх жителів.
За віковим діапазоном населення розподілялося таким чином: 23,3 % — особи молодші 18 років, 55,7 % — особи у віці 18—64 років, 21,0 % — особи у віці 65 років та старші. Медіана віку мешканця становила 45,3 року. На 100 осіб жіночої статі у місті припадало 92,3 чоловіків; на 100 жінок у віці від 18 років та старших — 78,8 чоловіків також старших 18 років.
Середній дохід на одне домашнє господарство становив 34 272 долари США (медіана — 19 583), а середній дохід на одну сім'ю — 44 357 доларів (медіана — 30 500). За межею бідності перебувало 41,3 % осіб, у тому числі 40,5 % дітей у віці до 18 років та 17,8 % осіб у віці 65 років та старших.
Цивільне працевлаштоване населення становило 81 осіб. Основні галузі зайнятості: виробництво — 25,9 %, освіта, охорона здоров'я та соціальна допомога — 18,5 %, роздрібна торгівля — 13,6 %, транспорт — 11,1 %.